# Antoine François Passy
Antoine François Passy (Garches, actual departamento de Altos del Sena, 23 de abril de 1792 - Gisors, 8 de octubre de 1873) fue un político, geólogo y botánico francés.

## Biografía
Nacido en una familia originaria de Gisors, hijo de Louis-François Passy, exsecretario de ejercicios de la receta general de Soissons, y receptor General del Departamento de la Dyle (Bruselas) bajo el Primer Imperio, y de Hélène Pauline Jaquette d'Aure. Antoine François era el hermano mayor de Hippolyte Passy ( 1793-1880 ), economista y político, varias veces ministro en el marco de la monarquía de Julio y de la Segunda República Francesa, y padre de Louis Passy, archivista, paleógrafo, y diputado del Eure de 1876 a 1889.
Fue secretario de su tío, el conde de Aure, ordenador en Jefe del Ejército del río Elba en 1813, se convierte en un referente sobre la Secretaría de hacienda bajo la Restauración francesa. Nombrado prefecto del Departamento Eure el 5 de agosto de 1830, renunció en 1837 para presentarse a la diputación. Fue elegido el 4 de noviembre en el 3.er. colegio electoral del Eure (Les Andelys) (309 votos de 374 votantes, y 515 registrados), y reelecto el 2 de marzo de 1839 (351 votos de 363 votantes).
Nombrado director de la administración departamental y comunal del Ministerio del Interior, y consejero de Estado en servicio extraordinario en 1839, representando a sus electores que volvieron a elegirlo el 15 de junio de 1839 (273 votos de 277 votants). Revocado el 1 de marzo de 1840, siendo nombrado subsecretario de Estado en Interior el 4 de noviembre de 1840 en el tercer ministerio de Soult hasta el 19 de septiembre de 1847. Sus electores del Eure le renovaron su confianza el 12 de diciembre de 1840 (239 votos sobre 280 votantes), 9 de julio de 1842 (278 votos sobre 480 votantes y 594 inscriptos contra 186 votos de M. de Montreuil) y el 1 de agosto de 1846 (463 votos sobre 611 votantes y 686 inscriptos). Sostuvo al gobierno y votó por la dotación del duque de Nemours, contra las incompatibilidades, por el indemnización de Pritchard. En 1845, encabezó la comisión encargada del telégrafo eléctrico que dirigió en 1849, y de otra comisión encargada de reorganizar el Museo Nacional de Historia Natural de Francia. En 1841, resultó consejero general del Eure antes de renunciar en 1848.
Toda su vida se interesó por la geología y la botánica. En 1814, publicó un estudio de la flora en torno a Bruselas. Realizó una Description géologique du département de la Seine-Inférieure, publicado en 1832 con un Atlas. Después de la Revolución francesa de 1848, se retiró de la vida pública, consagrándose exclusivamente a sus trabajos científicos que le valieron entrar electo, en 1857, a la Academia de las Ciencias francesa. Participó en 1854 en la creación de la Société Botanique de France. Fue coautor de la Carte géologique du département de l'Eure, 1857.
Presidió en 1832, 1838 y en 1851 de la Société libre d'agriculture, sciences, arts et belles-lettres de l'Eure.

## Algunas publicaciones
- 1859. Note sur le défrichement des bois. Ed. impr. Mme Ve Bouchard-Huzard. 7 pp.

### Libros
- A. Dekin, Antoine-François Passy. 1814. Florula bruxellensis seu catalogus plantarum circa Bruxellas sponté nascentium. Ed. ex typis Weissenbruch. 72 pp.
- 1830. Notice géologique sur le Département de l'Eure. 104 pp.
- 1838. Rapport fait au non de la Commission chargée d'examiner la proposition de M. Alexandre Goüin, sur la conversión des rentes. 48 pp.
- 1859. Géologie du canton de Chaumont (Oise). Ed. impr. d'Achille Desjardins. 101 pp.
- Eugène Robin, Auguste Le Prévost, Antoine-François Passy, Ernest Poret Blosseville (viceonde de). 1882. Dictionnaire du patois normand en usage dans le département de l'Eure. Ed. Impr. de C. Hérissey. 458 pp.

## Retratro por losHermanos Goncourt
« M. Antoine Passy fue un hombre frío, sonriente, pero no de reír. Fue, como su hermano (Hippolyte), un burlón y bromista. Se burlaba de algunos, y de otros, de los gustos de su mujer. Espíritu menos ampliado, menos extensa pero más sólido y sentado. Hombre de familia, sin gracia y sin abandonar las relaciones sociales. De silencio taimado, a sabiendas, hablando poco y ahorrando datos. Muy cariñosa, todo lo que dice, y el entusiasmo de las sociedades agrícolas y en la provincia literarios, concursos de ganado, dándoles su tiempo, el espíritu y la búsqueda de ocio (geólogo, naturalista, coleccionista de piedras y de herbarios, traductor del inglés, etc.). Anticatólico, pero menos exagerado que el de su hermano en el sarcasmo en este punto, menos locuaz, menos y saber más.»